# Mariana Gaivão
Mariana Gaivão (Oeiras, Oeiras e São Julião da Barra, 21 de Fevereiro de 1984) é uma montadora e cineasta premiada portuguesa.

## Percurso
Estudou Fotografia no Ar.Co - Centro de Arte & Comunicação Visual e Realização na Escola Superior de Teatro e Cinema do Instituto Politécnico de Lisboa. Iniciou o seu percurso como montadora, tendo colaborado em filmes exibidos e premiados mundialmente nos Festivais Internacionais de Cinema de Cannes, Berlim, Veneza e Locarno, entre outros.
A sua curta-metragem Solo venceu, entre outros, o Prémio para Melhor Curta Metragem do Festival du Nouveau Cinéma de Montreal, após o qual é selecionada para o Berlinale Talents, como talento emergente na área da Realização.
Seguidamente, realiza a curta-metragem First Light, carta branca encomendada para a abertura do 42.º Festival du Nouveau Cinéma de Montreal, e, recentemente, a curta-metragem Ruby, vencedora do Prémio de Melhor Realização do 27.º Festival Curtas Vila do Conde e estreada na Seleção Oficial do Festival Internacional de Cinema de Roterdão de 2020.
Paralelamente ao percurso como realizadora, foi também programadora do Queer Lisboa – Festival Internacional de Cinema Queer, lecionou a cadeira de Realização na ETIC - Escola de Tecnologias, Inovação e Criação e colabora na linha de investigação “A Philosophy of Human Technology” no Centro de Filosofia das Ciências da Universidade de Lisboa.

## Prémios
Com a sua curta-metragem realizada em 2012 e intitulada Solo, foi nomeada para o Prémio de Melhor Filme de Competição Nacional do Curtas Vila do Conde de 2012 e ganhou o Prémio Lobo de Prata de Melhor Curta-Metragem do Festival du Nouveau Cinéma de Montreal de 2012. No ano seguinte, ganhou o Primeiro Prémio no Festival International du Film Lusophone de Genève pelo mesmo filme.
Com a sua curta-metragem realizada em 2013 e intitulada First Light (III), foi nomeada para o Prémio de Melhor Filme de Competição Nacional do Curtas Vila do Conde de 2014.
Com a longa-metragem realizada em 2016 e intitulada São Jorge, foi nomeada para o Prémio de Melhor Montagem dos Prémios Sophia da Academia Portuguesa de Cinema de 2018 e para o Prémio de Melhor Montagem de Competição Nacional dos Prémios CinEuphoria de 2018.
Com a sua curta-metragem realizada em 2019 e intitulada Ruby, venceu o Prémio de Melhor Curta-Metragem do Coimbra Caminhos do Cinema Português e o Prémio de Melhor Realizador Português do 27.º Festival Curtas Vila do Conde de 2019 e foi nomeada para o Prémio Lobo de Prata de Melhor Curta-Metragem do Festival du Nouveau Cinéma de Montreal de 2019, o Grande Prémio de Melhor Curta-Metragem do Festival Internacional de Curtas-Metragens de Aix-en-Provence de 2020 e o Prémio de Melhor Curta-Metragem Internacional do Festival Tous Courts de 2020. Com esta também ganhou o Prémio Cervantes, no Medfilm Festival de Roma.
Com a curta-metragem realizada em 2013 e intitulada Cigano, venceu em conjunto com David Bonneville o Prémio de Melhor Montagem de Médias-Metragens do Festival Internacional de Cinema Independente Mensal do Brasil (BIMIFF) de Fevereiro de 2021.
Com a curta-metragem realizada em 2022 e intitulada Great Yarmouth: Provisional Figures, foi nomeada em conjunto com Marco Martins e Karen Harley para o Prémio de Melhor Montagem dos Prémios Sophia da Academia Portuguesa de Cinema de 2024 e para o Prémio de Melhor Montagem de Competição Nacional dos Prémios CinEuphoria de 2024.

## Filmografia
Realizou os filmes:
- 2006 - Sitiados (curta-metragem), também como montadora
- 2006 - No fim do mundo (curta-metragem)
- 2006 - Kine (curta-metragem), também como co-criadora e co-montadora
- 2012 - Solo (IV) (curta-metragem), também como autora e montadora
- 2013 – First Light (III) (curta-metragem)
- 2019 - Ruby (curta-metragem), também como autora e montadora[12]

Colaborou com vários realizadores como montadora nos filmes:
- 2005 - Aqui (curta-metragem)
- 2006 - Fernando Lopes-Graça (documentário), realizado por Graça Castanheira
- 2008 - Caravaggio (curta-metragem)
- 2008 - Entre os Dedos, realizado por Frederico Serra e Tiago Guedes, com argumento de Rodrigo Guedes de Carvalho[13]
- 2008 - O Senso dos Desatinados (curta-metragem)
- 2008 - Dora (curta-metragem)
- 2008 - Goodnight Irene
- 2009 - Segredos (curta-metragem)
- 2009 - El justiciero (curta-metragem), realizada por Tiago Sousa[14]
- 2010 - Traces of a Diary (documentário)
- 2011 - Hotel Müller (curta-metragem), realizada por João Salaviza[15]
- 2011 - Viagem a Portugal, realizado por Sérgio Tréfaut,[16] co-montadora
- 2011 - Jorge Salavisa - Keep Going
- 2011 - Orquestra Geração (documentário), realizado por Filipa Reis e João Miller Guerra[17]
- 2011 - Luz da Manhã (curta-metragem), realizada por Cláudia Varejão[18]
- 2012 - O Que Arde Cura (curta-metragem)
- 2012 - Manhã de Santo António (curta-metragem), realizada por João Pedro Rodrigues[19]
- 2012 - Vazante (curta-metragem)
- 2012 - O Corpo de Afonso (curta-metragem)
- 2012 - Casting (I) (curta-metragem)
- 2012 - Rafa (curta-metragem), como supervisora do guião
- 2012 - Operação Outono, como assistente de montagem
- 2013 - Mahjong (I) (curta-metragem)
- 2013 - Cigano (curta-metragem)
- 2013 - Bué Sabi (curta-metragem)
- 2013 - Twenty One Twelve: The Day the World Didn't End
- 2013 - A Vida Invisível, pesquisa
- 2015 - Maria do Mar (curta-metragem), realizada por João Rosas, no qual trabalhou como atriz[20]
- 2016 - São Jorge
- 2018 - Sleepwalk (curta-metragem), realizada por Filipe Melo[21]
- 2018 - Flores para Godzilla, realizado por Carlos Conceição[22]
- 2019 - Serpentário, filme de ficção cientifica realizado por Carlos Conceição[23]
- 2019 - 30/30 Vision: 3 Decades of Strand Releasing
- 2021 - Madrugada (curta-metragem), realizada por Leonor Noivo[24]
- 2022 - Fogo Fátuo (longa-metragem), realizada por João Pedro Rodrigues[25]
- 2022 - Onde Fica Esta Rua?
- 2022 - Great Yarmouth: Provisional Figures
- 2024 - You Shall Not Sleep Tonight (segmento "Sleepwalk")
- 2025 - Baía dos Tigres
- 2025 - Totem & Tabu